# Luperosaurus angliit
Luperosaurus angliit là một loài thằn lằn trong họ Gekkonidae. Loài này được Brown, Diesmos & Oliveros mô tả khoa học đầu tiên năm 2011.